# Marie-Léonie Paradis
Pour les articles homonymes, voir Paradis (homonymie).
Mère Marie-Léonie, de son nom de naissance Alodie-Virginie Paradis, mais élevée sous le nom Élodie Paradis (L'Acadie, 12 mai 1840 - Sherbrooke, 3 mai 1912) est une religieuse canadienne, fondatrice des Petites sœurs de la Sainte-Famille et reconnue sainte par l'Église catholique. Le 24 janvier 2024, le pape François a approuvé le deuxième miracle nécessaire pour sa canonisation le 20 octobre 2024.

## Biographie
Née dans le village bas-canadien de L'Acadie, son père s'installe à Saint-Philippe-de-Laprairie pour scier du bois. Éduquée dans le pensionnat de la congrégation de Notre-Dame de Montréal. En 1849 la famille déménage à Napierville puis à La Prairie lorsque son père participe à la ruée vers l'or.
En 1854, le père Camille Lefebvre lui parle de la Famille de Sainte-Croix, et elle se joint aussitôt aux marianites de Sainte-Croix de Saint-Laurent. En 1862, elle fait un voyage à New York s'occuper d'un orphelinat et d'une école destinés aux enfants pauvres. En 1874, elle fut nommée à l'âge de 34 ans directrice des novices au collège Saint-Joseph de Memramcook.
En août 1880, elle fonde l'Institut des petites sœurs avec quatorze filles qui avaient pris l'habit religieux trois années plus tôt. Devenue supérieure de la communauté, elle reçoit le soutien de Mgr Paul Larocque après avoir subi un revers initial auprès de Mgr John Sweeny, évêque du diocèse de Saint-Jean. Elle reçoit l'approbation canonique en 1896 et continue d'assurer la formation intellectuelle des jeunes sœurs.
Au total, elle a présidé à la fondation de trente-huit collèges. Elle est décédée à Sherbrooke le 3 mai 1912 à près de 72 ans. Femme de cœur, on lui attribue bientôt plusieurs guérisons.
Sa vie a fait l'objet du film Les Servantes du Bon Dieu, réalisé en 1979 par Diane Létourneau. Le Centre Marie-Léonie Paradis a été établi en son honneur sur la rue Galt à Sherbrooke. Elle a été béatifiée lors de la visite de Jean-Paul II au Canada le 11 septembre 1984.
Elle est canonisée le 20 octobre 2024 à Rome par le pape François. Une délégation des Petites Sœurs de la Sainte-Famille a participé à l'événement.

## Reliques
Son tombeau reposait au couvent des Petites Sœurs de la Sainte-Famille jusqu'au 31 mai 2017. Ce jour-là, il a été transféré à la basilique-cathédrale Saint-Michel au cours d'une cérémonie solennelle présidée par Mgr Luc Cyr. Une partie du musée du Centre Marie-Léonie y sera transférée aussi au cours de l'année 2017.

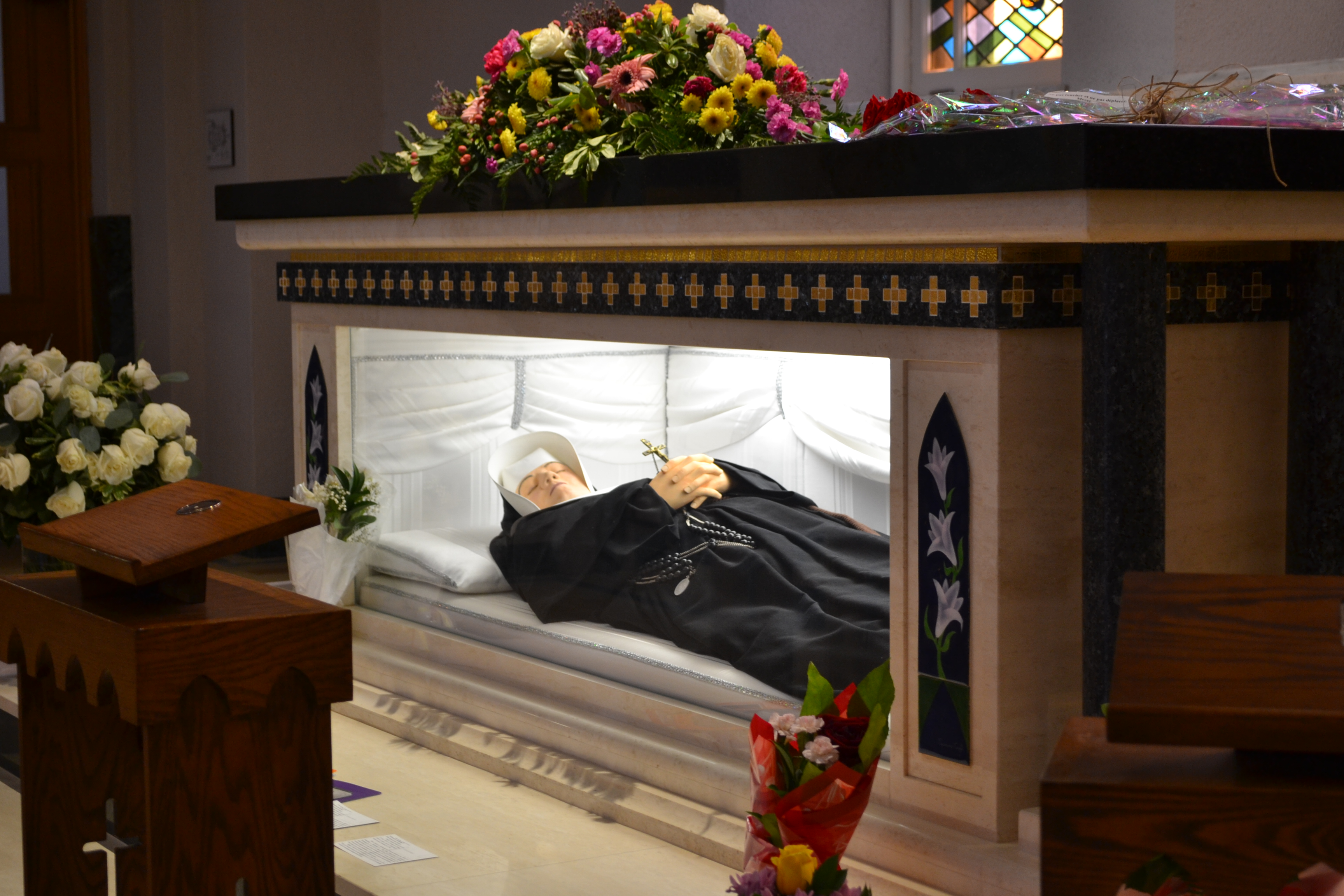
Le tombeau de Marie-Léonie Paradis se situe à l'intérieur de la basilique-cathédrale Saint-Michel.